# Вольница (фильм)
«Вольница» — советский цветной художественный фильм, снятый в 1955 году режиссёром Григорием Рошалем на киностудии «Мосфильм» по одноименной повести советского писателя Ф. В. Гладкова, входящей в его автобиографическую трилогию.

## Сюжет
Действие фильма происходит в конце XIX — начале XX веков. Гонимая нищетой, крестьянская семья отправляется на астраханские рыбные промыслы. В фильме показана трудная доля рабочих, эксплуатируемых толстосумами. Герои проходят суровую школу жизни вместе с ватажными рабочими.
Их жизнь и уклад остаются прежними, но герои фильма — уже другие, они почувствовали, что такое свобода, вольный ватажный дух, привыкли распоряжаться собою.

## В ролях
- Миша Меркулов — Федя
- Руфина Нифонтова — Настя
- Всеволод Платов — Григорий Безруков, бондарь
- Татьяна Конюхова — Анфиса, беглая  жена купца Бляхина
- Артур Эйзен — Харитон
- Вера Енютина — Прасковея, резалка
- Леонид Пархоменко — Матвей Егорович, плотовой, распорядитель на рыбном промысле
- Николай Глазков — Карп Ильич, рыбак
- Владимир Балашов — студент
- Александр Хвыля — Прокофий Иванович Пустобаев, хозяин пароходной компании "Самолёт" и промыслов
- Александр Борисов — Бляхин

## Съёмочная группа
- Сценарий — Леонид Трауберг,  Григорий Рошаль, Фёдор Гладков
- Постановка — Григорий Рошаль
- Оператор-постановщик —  Леонид Косматов
- Художник-постановщик — Иосиф Шпинель